# Museo de la Colegiata de Torrijos
Es un museo parroquial que se sitúa en interior de la iglesia de la Colegiata de Torrijos, también conocida como Colegiata del Santísimo Sacramento de Torrijos.
Es un museo muy poco conocido y se encuentra en la localidad de Torrijos, en la provincia de Toledo en Castilla- la Mancha (España). Se encuentra dentro de la Sacristía Mayor, y fue fundado por la Asociación "Amigos de la Colegiata de Torrijos" en 2002 tras una restauración completa del templo.

## Historia
El museo se creó en 2002 gracias a la labor que hicieron los Amigos de la Colegiata después de la restauración de todo el edificio parroquial.
Coincidiendo en con el V Centenario de la Colegiata, en febrero de 2019 se llevó a cabo una remodelación e inauguración de la exposición de las obras. Se propuso una nueva forma expositiva dotando al museo de una organización visual mucho más accesible, para ello se emplearon vitrinas y se dispusieron los cuadros de forma ordenada y con los soportes de información adecuados a un museo. Además se creó la Ruta de Covarrubias siendo Torrijos el inicio de ésta. Todo esto se hizo posible por la colaboración del Ayuntamiento de Torrijos y la Parroquia de la localidad.
Para hacer más comprensible la importancia histórica del lugar hay seis paneles explicativos situados en el interior con los siguientes títulos: "La Colegiata de Torrijos", "Teresa Enríquez, la Loca del Sacramento" "La fachada sonora de la Colegiata", "La Capilla de San Gil", "Altar mayor: Retablo y tabernáculo" y "El Coro de la Colegiata".
Además de la reordenación de las obras, se han trasladado desde la Catedral de Toledo obras de Alonso de Covarrubias y Teresa Enríquez.
En la exposición podemos encontrar una gran variedad de piezas museísticas.

## Obras
En este museo encontramos las obras de más relevancia artística: obras pictóricas y escultóricas, además de relicarios.
Las obras pictóricas que posee la Colegiata son de gran calidad, entre ellas encontramos:
- Martirio de San Acacio, de autor anónimo es datado en la segunda mitad del siglo XVI.
- San Cosme y San Damián, del artista Luis Tristán. Segunda mitad del siglo XVII.
- Cristo con la cruz a cuestas, de Lucas Jordán. Datado en la segunda mitad del siglo XVII.
- Calvario, de Pedro Orrente.
- Cristo camino del Calvario, de Juan Carreño de Mirando en el siglo XVII. De pequeñas dimensiones, 0,95 m de largo y 0,74 de ancho.
- Inmaculada Concepción, de Francisco Bayeu.
- Inmaculada Concepción Franciscana, de autor anónimo. Segunda mitad del siglo XVII por la Escuela Castellana.[5]

Las obras escultóricas también son de gran interés. Hechas de madera policromada y generalmente de pequeño tamaño:
- Virgen con el Niño, datada de finales del siglo XV.
- Virgen de lo Ángeles, fechada en el siglo XVIII. En este caso se discute sobre la autoría entre dos posibles artistas, Luis Salvador Carmona o Nicola Fumo. Anteriormente se situaba en el retablo de San Pablo.[5]

Finalmente también son de gran importancia los relicarios de la exposición:
- Relicario de San Lorenzo
- Relicario de San Esteban
- Relicario del Lignum Crucis. Autor anónimo. Datado en la segunda mitad del siglo XVII y creado por la Escuela Castellana.

## Obras menores
También encontramos las llamadas "obras menores" que son aquellas consideradas de menos importancia. En primer lugar, la orfebrería de la exposición nos ayuda a tener una amplia visión de la forma de hacer desde finales del Gótico hasta el Neoclasicismo español, para ello destacamos:
- Cáliz de Iordanus, datado aproximadamente en el año 1500, coincidiendo con el último gótico hispano. El comitente de la obra fue Gutierre de Cárdenas Chacón, marido de Teresa Enríquez. La pieza tiene una altura de 22,5 cm, base de 15,5 cm y una copa de 9,5 cm de diámetro.[1] El cáliz se sustenta en una base hexagonal que está decorada con veneras, en el astil de este podemos como la copa se sustenta en una especie de construcción gótica, además posee una inscripción en que se puede leer /IOR/DAN.
- Cáliz de Alonso de la Cruz, datado hacía el año 1515 y creado en un taller de Torrijos. La pieza consta de una altura de 26 cm, una base de 18,2 cm y una copa de 10,3 cm de diámetro.[1] Es un cáliz de gran belleza, se sustenta en una base con forma polilobulada y con decoración vegetal, además de elementos alusivos a la propiedad de la Colegiata de Torrijos. Destaca el uso de la plata sobredorada y el cristal de roca.
- Portapaz del siglo XVI. Consta de una inscripción en la que se puede leer "SANCTUS SALVADOR MUNDI".
- Campanilla de Flandes, de primera mitad de siglo XVI, hecha en bronce.

Aparte de estas obras de las que si podemos ver en la exposición, también se tienen noticias de obras desaparecidas, ya por spolia con el paso de la tropas napoleónicas por Torrijos en 1809 (aunque no se sabe con exactitud cuales fueron), destruidas por necesidad o por un traslado a Madrid en 1837 de las cuales si se conserva un registro en los documentos de la Colegiata.

Por ejemplo, en referencia a la Custodia procesional, conservamos una descripción de Juan Goldoni, Ildefonso Palacios y Pedro Gómez, que fueron plateros madrileños:
"...antigua, de plata sobre dorada, guarnecida con ciento treinta y nueve granos de aljófar." 
Y sobre las obras trasladadas a Madrid:
"...una lámpara, con tres cadenas en lámpara y lamparín; cuatro cálices con sus patenas; tres pares de vinajeras, con sus platillos, sin tapas; un copón de plata sobredorada, un jarro de plata, tres sacras de plata; dos cetros de plata sin remates, con ocho cañones, lo interior de madera; una calderilla de plata con su hisopo, lo interior de cobre; una campanilla de plata; una corona grande de plata, con el puente de cobre."
Entre esas "obras menores" también podemos encontrar vestimentas sagradas, bordadas por la familia Covarrubias.
- Terno del siglo XVI, formado por tres piezas: casulla, dalmática del diácono y una capa fluvial, en todas ellas encontramos el escudo de la familia Cárdenas-Enríquez.
- Tres casullas diferentes del siglo XVI.

Finalmente, también se encuentran cantorales de tres siglos diferentes: XVI, XVII y XVIII que fueron donados por la Escuela de Cantorales.

Imágenes prestadas, que nos muestra algunas de las piezas de la colección: 

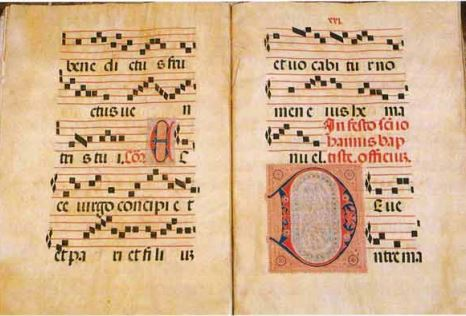
Cantoral Torrijos
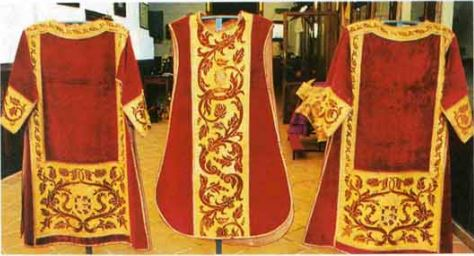
Terno Cárdenas Enríquez
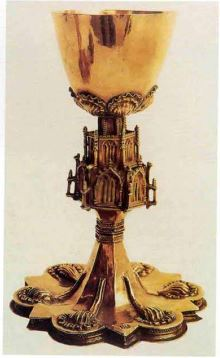
Cáliz de Iordanus
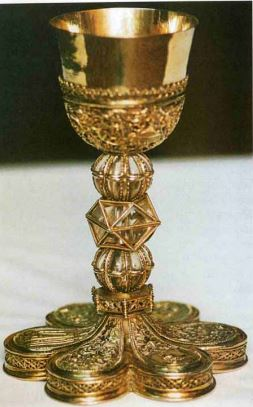
Cáliz de Alonso de la Cruz
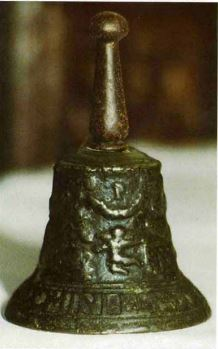
Campanilla en bronce
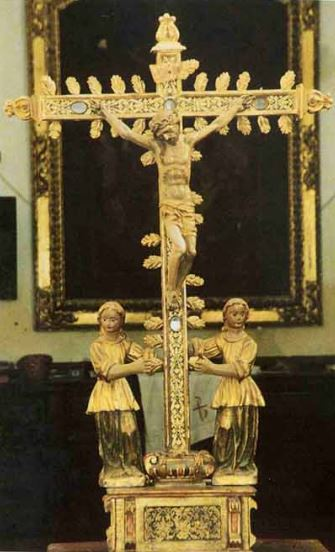
Lignum Crucis Torrijos
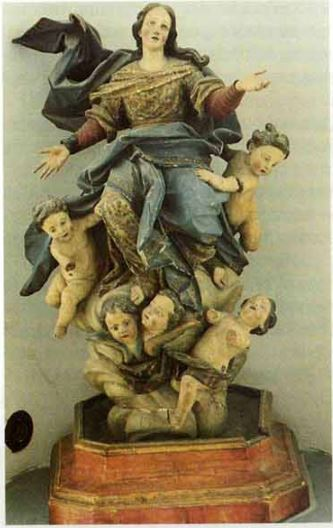
Virgen de lo Ángeles
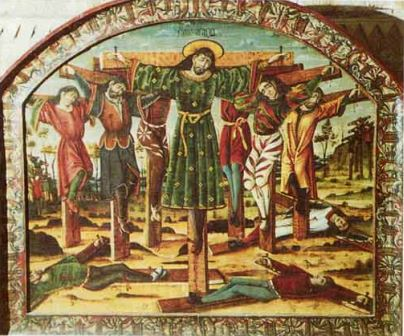
Martirio de San Acacio
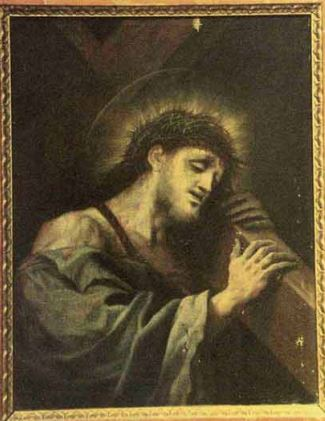
Cristo camino del Calvario de Juan Carreño de Mirando
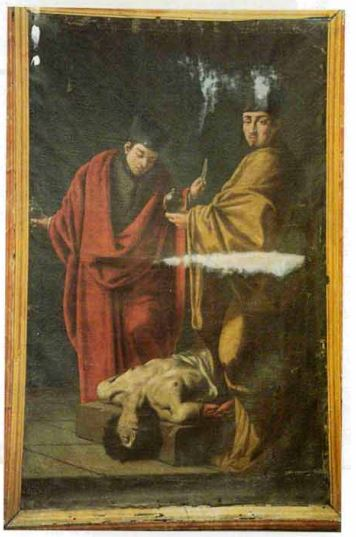
San Cosme y San Damián, Luis Tristán
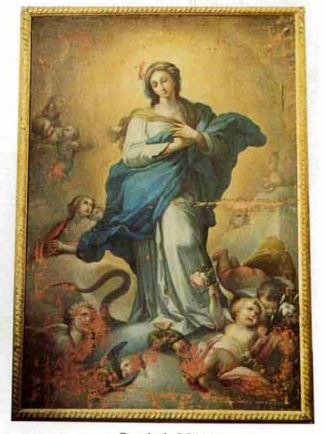
Virgen de la Concepción